# ドコモ・データコム
ドコモ・データコム株式会社（英文社名:DOCOMO Datacom,Inc.）はNTTドコモソリューションズグループの企業。
主にNTTドコモの基幹システム開発、その他ソリューション開発を行う「機能分担子会社」である。

## 概要
前身の「日本資料計算株式会社」は日本電信電話公社（現・NTT）のコンピュータシステムによる料金計算業務の受託会社として1962年（昭和37年）に設立。
以来NTTグループ企業として通信ビジネスの拡大などの市場環境の変化に即応する形で、業容の転換・拡張を実施し、2005年からはNTTドコモ、ドコモ・システムズが主要株主となり、ドコモの連結子会社となった。ドコモグループ再編に伴い、2022年からはNTTドコモソリューションズ(旧・NTTコムウェア)が主要株主となり同社の子会社となった。

## 沿革
- 1962年（昭和37年）4月 - 社団法人電気通信協会の出資により、東京都渋谷区恵比寿に日本資料計算株式会社として設立。日本電信電話公社（現・NTT）より電話料金計算業務の受託を開始。
- 1965年（昭和40年）4月 - 東京都渋谷区道玄坂テルウェル渋谷ビルへ移転。
- 1975年（昭和50年）9月 - 長野センター（現・信越支店）を開設。
- 1988年（昭和63年）6月 - 日本データコム株式会社に商号変更。
- 1999年（平成11年）11月 - 出資構成を変更。NTTグループ 75.7%（NTTドコモ、ドコモ・センツウ、NTTデータ、NTTコムウェア〈現・NTTドコモソリューションズ〉）、その他24.3%となる。
- 2003年（平成15年）2月 - 東京都新宿区富久町10番5 新宿EASTビルへ移転。
- 2004年（平成16年）3月 - ISO 9001（2000年版）認証取得。
- 2005年（平成17年）
  - 3月 ‐ ISMS Ver 2.0認証取得、プライバシーマーク認証取得。
  - 4月 - ISO 14001（1996年版）認証取得。
  - 11月 - 出資構成を変更。ドコモグループ58.9%（NTTドコモ、ドコモ・システムズ、ドコモ・センツウ）、その他41.1%となる。
- 2006年（平成18年）4月 - ISO 14001（2004年版）認証取得。
- 2007年（平成19年）
  - 3月 - ISO/IEC27001認証取得。
  - 4月 - プライバシーマーク（JIS Q 15001:2006）準拠。
- 2008年（平成20年）7月 - 出資構成を変更。ドコモグループ58.9%（NTTドコモ、ドコモ・システムズ）、その他41.1%となる。
- 2009年（平成21年）3月 - 自己株式の消却（11.1%）及び出資構成変更（ドコモグループ66.2%、NTTデータ16.9%、NTTコムウェア16.9%）。
- 2010年（平成22年）10月 - 子会社の西武電算株式会社を吸収合併。
- 2011年（平成23年）4月 - ドコモグループ社内基盤（DiSH）を導入。
- 2012年（平成24年）10月 - ドコモ・データコム株式会社に商号変更。
- 2015年（平成27年）3月 - ISO/IEC27001（2013年度版）認証取得。
- 2022年（令和4年）7月 - 出資構成を変更（NTTデータ16.9%、NTTコムウェア83.1%）。

## 関連会社
- 株式会社NTTドコモ
- 株式会社ドコモCS
- ドコモ・サポート株式会社
- ドコモ・テクノロジ株式会社
- ドコモ・システムズ株式会社
- NTTドコモソリューションズ株式会社
- 株式会社NTTデータ